# Чемпіонат Домініканської Республіки з футболу
Чемпіонат Домініканської Республіки з футболу (офіційна назва — Домініканська футбольна ліга) (ісп. Liga Dominicana de Fútbol) — змагання з футболу з-поміж клубів Домініканської Республіки, в ході якого визначається чемпіон країни й представники міжнародних клубних змагань. Спершу турнір проводився за участю 10 команд, потім збільшився до 12, а в 2019 році в 5-му розіграші клуб «Інтер де Баягуана» дискваліфікували з турніру через адміністративні проблеми та фінансові гарантії, яких клуб не зміг дотриматися, у зв'язку з чим сезон завершували 11 команд. Завдяки парному вильоту за підсумками попереднього сезону та через нереалізацію турніру підвищення Серії B з 2020 року 10 клубів-учасників будуть грати з березня по листопад.
ДФЛ має своїм попередником Прімера Дивізіон Домінікани та Лігу Демайор, обидві мали аматорський статус.
Як й інші змагання, такі як Major League Soccer (США), А-Ліга (Австралія) або Прем'єршип (Нова Зеландія), ДФЛ спочатку складався з одного дивізіону, без підвищення або вильоту, але в зв'язку з розширенням турніру виникла необхідність створити Серію Б ДФЛ.
Це перші професіональні футбольні змагання в Домініканській Республіці за підтримки ФІФА та КОНКАКАФ. Першим чемпіоном став клуб «Атлетіко Пантоя».

## Історія
У 2014 році з ініціативи Домініканської федерації футболу для професіоналізації національного футболу створено новий чемпіонат під назвою Домініканська футбольна ліга, який прийшов на заміну заснованому 1970 року Прімера Дивізіону Домініканської Республіки / Ліги Демайор. Перший сезон провели 2015 року за участю 10-ти команд.
Домініканська футбольна ліга 2015 року була першим розіграшем вище вказаного турніру та першою лігою, яка розігрувалася в країні на професіональному рівні. У ньому взяли участь 10 команд із 7 різних провінцій.
На даний час у чемпіонаті беруть участь 10 клубів.

## Формат
Домініканська футбольна ліга проводится у форматі 10 команд, які зустрічаються одна з одною по 2 рази, що складає загалом 18 матчів у регулярній частині. 4 команди, які наберуть найбільшу кількість очок, змагатимуться за чемпіонство у півфіналі (друга проти третьої та перша проти четверте), переможці півфінальних матчів зустрінуться один з одним у фіналі, який складається з одного матчу.

## Команди-учасниці
| Команда                   | Місто                                        | Стадіон                                  | Місткість | Заснований |
| ------------------------- | -------------------------------------------- | ---------------------------------------- | --------- | ---------- |
| «Атлантіко»               | Сан-Феліпе-де-Пуерто-Плата, Пуерто-Плата     | Леонель Пласідо                          | 2,000     | 2014       |
| «Атлетико Пантоя»         | Санто-Домінго, Національний округ            | Олімпійський стадіон ім. Фелікса Санчеса | 27,000    | 1999       |
| «Атлетіко Сан-Крістобаль» | Сан-Кристобаль, Сан-Кристобаль               | Панамерикано                             | 2,800     | 2014       |
| «Атлетіко Сан-Франсиско»  | Сан-Франсиско-де-Макорис, Дуарте             | Естадіо Хуліан Хав'єр                    | 12,000    | 2016       |
| «Атлетіко Вега Реал»      | Консепсьйон-де-ла-Вега, Ла-Вега              | Естадіо Олімпіко-де-ла-Вега              | 7,000     | 2014       |
| «Сібао»                   | Сантьяго-де-лос-Трейнта-Кабальєрос, Сантьяго | ФК «Сібао»                               | 10,000    | 2014       |
| «Дельфінес дель Есте»     | Ла-Романа, Ла-Романа                         | Спорткомлекс «Ла-Романа»                 | 1,200     | 2014       |
| «Харабакоа»               | Харабакоа, Ла-Вега                           | Естадіо Олімпіко-де-ла-Вега              | 7,000     | 1986       |
| «Мока»                    | Мока, Еспаят                                 | Олімпійський стадіон Моки                | 5,500     | 1971       |
| «Універсидад О-енд-М»     | Санто-Домінго, Національний Округ            | Олімпійський стадіон ім. Фелікса Санчеса | 27,000    | 1974       |

## Переможці

### Переможці ДФЛ
- Чемпіон визначається за системою плей-оф, за підсумками якого два клуби виходять у Великий фінал.

| Сезон | Чемпіон               | Результат          | Віце-чемпіон               | Стадіон проведення Великого фіналу |
| ----- | --------------------- | ------------------ | -------------------------- | --- |
| 2015  | «Атлетико Пантоя»     | 2:2 (3:1 пен.)     | «Атлантіко»                | Олімпійський стадіон ім. Фелікса Санчеса, Санто-Домінго, Нац. Округ                                                                     |
| 2016  | Барселона Атлетіко    | 3:1                | «Сібао»                    | Олімпійський стадіон ім. Фелікса Санчеса, Санто-Домінго, Нац. Округ                                                                     |
| 2017  | «Атлантіко»           | 1:1 (4:3 (пен.)    | «Атлетико Пантоя»          | Олімпійський стадіон ім. Фелікса Санчеса, Санто-Домінго, Нац. Округ                                                                     |
| 2018  | «Сібао»               | 1:0                | «Атлетіко» (Сан-Франсиско) | ФК «Сібао», Сантьяго-де-лос-Трейнта-Кабальєрос, Сантьяго                                                                                |
| 2019  | «Атлетико Пантоя»     | 1:2 1:0 (4:2 пен.) | «Сібао»                    | Олімпійський стадіон ім. Фелікса Санчеса, Санто-Домінго, Нац. Округ ФК «Сібао», Сантьяго-де-лос-Трейнта-Кабальєрос, Сантьяго            |
| 2020  | «Універсидад О-енд-М» | 2:0 2:1            | «Дельфінес дель Есте»      | Олімпійський стадіон ім. Фелікса Санчеса, Санто-Домінго, Нац. Округ Олімпійський стадіон ім. Фелікса Санчеса, Санто-Домінго, Нац. Округ |
| 2021  | «Сібао»               | 1:1 3:1            | «Атлетіко Вега Реал»       | ФК «Сібао», Сантьяго-де-лос-Трейнта-Кабальєрос, Сантьяго Естадіо Олімпіка-де-ла-Вега, Ла-Вега, Ла-Вега                                  |
| 2022  | «Сібао»               |                    | «Атлетико Пантоя»          | |
| 2023  | «Сібао»               |                    | «Мока»                     | |
| 2024  | «Сібао»               |                    | «Універсидад О-енд-М»      | |

### Титули по клубах
| Клуб                       | Титули | Віце-чемпіон | Роки чемпіонств | Роки віце-чемпіонств |
| -------------------------- | ------ | ------------ | --------------- | -------------------- |
| «Сібао»                    | 2      | 2            | 2018, 2021      | 2016, 2019           |
| «Атлетико Пантоя»          | 2      | 1            | 2015, 2019      | 2017                 |
| «Атлантіко»                | 1      | 1            | 2017            | 2015                 |
| «Барселона Атлетіко»       | 1      | -            | 2016            |                      |
| «Універсидад О-енд-М»      | 1      | -            | 2020            |                      |
| «Атлетіко» (Сан-Франсиско) | -      | 1            |                 | 2018                 |
| «Дельфінес дель Есте»      | -      | 1            |                 | 2020                 |
| «Атлетіко Вега Реал»       | -      | 1            |                 | 2021                 |

## Турнірна таблиця ДФЛ (з 2015 року)
| Місце | Команда                     | Іг  | В  | Н  | П  | ЗМ  | ПМ  | РМ   | Очки |
| ----- | --------------------------- | --- | -- | -- | -- | --- | --- | ---- | ---- |
| 1     | «Сібао»                     | 102 | 62 | 20 | 20 | 187 | 102 | +85  | 206  |
| 2     | «Атлетико Пантоя»           | 102 | 54 | 18 | 30 | 149 | 95  | +54  | 180  |
| 3     | «Атлантіко»                 | 102 | 39 | 37 | 26 | 115 | 113 | +19  | 154  |
| 4     | «Мока»                      | 96  | 41 | 30 | 25 | 119 | 88  | +31  | 152  |
| 5     | «Атлетіко Вега Реал»        | 102 | 36 | 32 | 34 | 134 | 113 | +21  | 140  |
| 6     | «Універсидад О-енд-М»       | 102 | 40 | 17 | 45 | 136 | 140 | -4   | 137  |
| 7     | «Атлетіко» (Сан-Крістобаль) | 102 | 29 | 26 | 47 | 133 | 163 | -30  | 113  |
| 8     | «Барселона Атлетіко»        | 96  | 27 | 19 | 30 | 96  | 130 | -34  | 108  |
| 9     | «Дельфінес дель Есте»       | 102 | 19 | 25 | 61 | 79  | 222 | -135 | 82   |
| 10    | «Баугер»                    | 54  | 24 | 6  | 24 | 83  | 69  | +14  | 78   |
| 11    | «Атлетіко» (Сан-Франсиско)  | 42  | 18 | 12 | 12 | 63  | 48  | +15  | 66   |
| 12    | «Харабакоа»                 | 48  | 16 | 12 | 20 | 53  | 60  | -7   | 60   |
| 13    | «Інтер де Баягуана»         | 22  | 2  | 4  | 16 | 14  | 43  | -29  | 10   |

## Найкращі бомбардири сезону

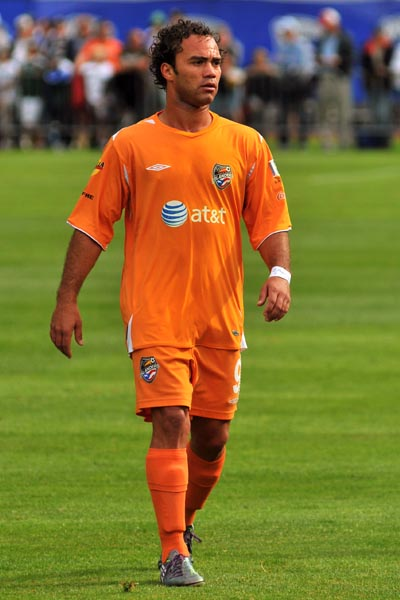
Хонатан Фанья, найкращий бомбардир сезону 2015 року

* Враховуються лише м'ячі, забиті в регулярному сезоні, голи в плей-оф або фінальній фазі не враховуються.
| Сезон | Гравець                | Клуб                       | Голів |
| ----- | ---------------------- | -------------------------- | ----- |
| 2015  | Хонатан Фанья          | «Баугер»                   | 17    |
| 2016  | Андерсон Аріас         | Барселона Атлетіко         | 11    |
| 2017  | Армандо Майта          | «Атлетико Пантоя»          | 11    |
| 2018  | Фредіс Арр'єта         | «Атлетіко» (Сан-Франсиско) | 18    |
| 2019  | Пабло Марісі           | «Атлетико Пантоя»          | 13    |
| 2020  | Даніель Жамеслі        | «Універсидад О-енд-М»      | 7     |
| 2021  | Хуан Давід Діас Санчес | «Атлетико Пантоя»          | 18    |

## Статистика

### Гравці з найбільшою кількістю забитих м'ячів
| Місце | Гравець            | Країна                   | Команди, в яких грав (роки)                                                                                             | Голи |
| ----- | ------------------ | ------------------------ | --- | ---- |
| 1     | Андерсон Аріас     | Венесуела                | «Атлантіко» (2015, 2019 - ) «Барселона Атлетіко» (2016) «Універсидад О-енд-М» (2017) «Атлетіко» (Сан-Франсиско) (2018)  | 47   |
| 2     | Пабло Марісі       | Аргентина                | «Атлантіко» (2017, 2018) «Сібао» (2018) «Атлетико Пантоя» (2019) «Атлетіко Вега Реал» (2020)                            | 38   |
| 3     | Домінго Пералта    | Домініканська Республіка | «Сібао» (2015 - 2017) «Мока» (2018) «Атлетіко Вега Реал» (2019) «Універсидад О-енд-М» (2020 - )                         | 37   |
| 4     | Даніель Жамеслі    | Гаїті                    | «Харабакоа» (2018) «Універсидад О-енд-М» (2019 - )                                                                      | 37   |
| 5     | Шарль Герольд мол. | Гаїті                    | «Сібао» (2015) | 36   |
| 6     | Луїс Еспіналь      | Домініканська Республіка | «Атлетико Пантоя» (2015 - 2019) «Мока» (2021-)                                                                          | 33   |
| 7     | Хонатан Фанья      | Домініканська Республіка | «Баугер» (2015) «Сібао» (2016) «Мока» (2017) «Атлетико Пантоя» (2018)                                                   | 30   |
| 8     | Сем Кольсон        | Гаїті                    | «Сібао» (2015 - 2017) «Атлетіко» (Сан-Крістобаль) (2018) «Атлетіко Вега Реал» (2018) «Атлетіко» (Сан-Крістобаль) (2019) | 30   |